# St. Nikolaus (Mannheim-Neckarstadt)

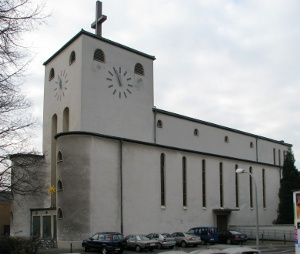
St.-Nikolaus-Kirche

St. Nikolaus (ⓘ) ist eine katholische Kirche im Mannheimer Stadtteil Neckarstadt-West. Sie wurde im Stil der Neuen Sachlichkeit zwischen 1930 und 1932 nach den Plänen von Hermann Otto Künkel errichtet.

## Geschichte
Die Wohnbebauung der Neckarstadt begann in der zweiten Hälfte des 19. Jahrhunderts. 1904 wurde die Herz-Jesu-Kirche errichtet. Um der Wohnungsnot in Mannheim nach dem Ersten Weltkrieg entgegenzutreten, forcierte die Stadtverwaltung den Wohnungsbau auf dem Gebiet zwischen der Neckarstadt und dem Waldhof. So entstand in den 1920er Jahren die Erlenhofsiedlung und die Herz-Jesu-Pfarrei wurde zur bevölkerungsreichsten Gemeinde in der Diözese Freiburg. 1926 wurde daher ein Bauplatz für eine neue Kirche erworben und 1930 mit dem Bau begonnen. Zwei Jahre später wurde sie fertiggestellt und konsekriert. Als Patrozinium der im selben Jahr errichteten Kuratie wurde wegen der Nähe zum Industriehafen der Heilige Nikolaus gewählt, der Schutzpatron der Schiffer.
Im Zweiten Weltkrieg wurde die Kirche 1943 durch Bomben schwer beschädigt. Der Wiederaufbau erfolgte unter der Leitung von Hans Rolli bis 1948. 1956 wurde St. Nikolaus zur Pfarrei erhoben. Aufgrund des Priestermangels wurde 2001 der Pfarrer der Herz-Jesu-Kirche mit der Betreuung der Gemeinde beauftragt und 2007 wurden St. Nikolaus und Herz-Jesu zur Seelsorgeeinheit Neckarstadt-West zusammengeschlossen. Heute bilden die Pfarreien St. Nikolaus und Herz-Jesu mit St. Bonifatius und St. Bernhard die Katholische Kirchengemeinde Mannheim-Neckarstadt im Erzbistum Freiburg.

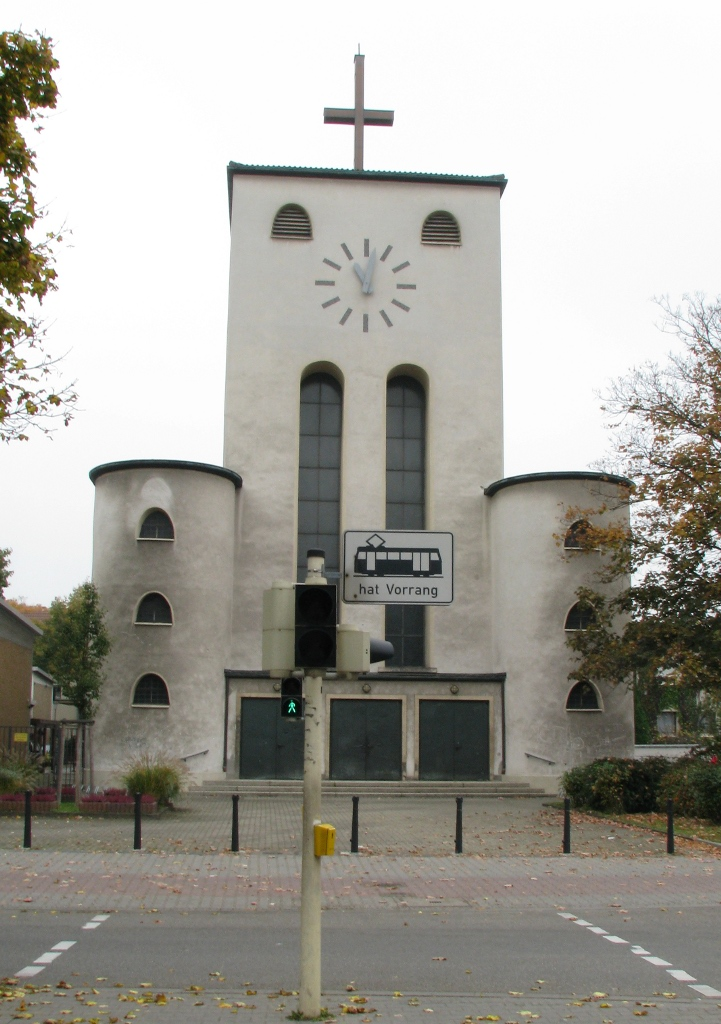
Frontansicht

## Beschreibung
Die St. Nikolaus steht an der Waldhofstraße in nördlicher Nachbarschaft zur Erlenhofsiedlung. Sie passt sich ihr im Stil der Neuen Sachlichkeit an. Die reduzierte, ohne schmückende Elemente auskommende Architektur lehnt sich an Entwürfe von Hans Herkommer an, der Plagiatsvorwürfe erhob. Der basilikale Bau ist geprägt von seinem mächtigen Turm, der von zwei halbrunden Apsiden flankiert wird. Die Kirche ist 46 Meter lang, 18 Meter breit und 15 Meter hoch. Der Innenraum kommt wegen der Bauweise mit Stahlbetonskelett ohne Stützen aus.
Der Altarbereich im eingezogenen, rechteckigen Chor ist mit mehreren Stufen erhöht. An der Wand befindet sich eine überlebensgroße Kreuzigungsgruppe, die der Bildhauer Emil Sutor ebenso wie den Kreuzweg schuf. Das Geläut bestand ursprünglich aus drei Glocken. Zwei Glocken mussten allerdings im Zweiten Weltkrieg abgeliefert werden und nur die St-Joseph-Glocke blieb erhalten.

## Orgel
Die Orgel wurde 1972 von dem Orgelbauer Michael Weise (Plattling) erbaut. Das Instrument hat 30 Register auf drei Manualen und Pedal.
| I Hauptwerk C–g3 |                 |       |
| 1.               | Prinzipal       | 8′    |
| 2.               | Rohrgedackt     | 8′    |
| 3.               | Spitzgambe      | 8′    |
| 4.               | Oktave          | 4′    |
| 5.               | Querflöte       | 4′    |
| 6.               | Sesquialtera II | 2 ⁄3′ |
| 7.               | Superoktave     | 2′    |
| 8.               | Zimbel III      | 2⁄3′  |
| 9.               | Mixtur IV       | 1 ⁄3′ |
| 10.              | Trompete        | 8′    |
| 11.              | Clarine         | 4′    |

| II Schwellwerk C–g3 |                 |        |
| 12.                 | Harfenprinzipal | 8′     |
| 13.                 | Gedackt         | 8′     |
| 14.                 | Oktave          | 4′     |
| 15.                 | Spitzflöte      | 4′     |
| 16.                 | Nasat           | 2 ⁄3′  |
| 17.                 | Waldflöte       | 2′     |
| 18.                 | Terz            | 1 3⁄5′ |
| 19.                 | Flageolet       | 1′     |
| 20.                 | Mixtur IV       | 1′     |
| 21.                 | Schalmei        | 8′     |
| 22.                 | Holzdulcian     | 16′    |
|                     | Tremulant       |        |

| Pedal C–f1 |                     |        |
| 23.        | Subbass             | 16′    |
| 24.        | Oktave              | 8′     |
| 25.        | Gemshorn            | 8′     |
| 26.        | Großsesquialtera II | 5 1⁄3′ |
| 27.        | Oktave              | 4′     |
| 28.        | Mixtur III          | 2′     |
| 29.        | Fagott              | 16′    |
| 30.        | Cornett             | 2′     |

- Koppeln: II/I, I/P, II/P
- Spielhilfen: freie Kombinationen, Pleno, Tutti, Absteller

## Rezeption
Der Kirchenbau wurde unterschiedlich aufgenommen. Während die Neue Mannheimer Zeitung eine der „besten baukünstlerischen Ansichten des modernen Mannheim“ lobte, beschimpfte die nationalsozialistische Presse die „bolschewistische Baukunst“. Der auch in Teilen der Bevölkerung und Kirchenkreisen vorhandene Unmut über das „Neue Bauen“ führte 1932 zu Beschlüssen des erzbischöflichen Ordinariats, dass unter anderem die sich für profane Bauwerke wie Bahnhofshallen und Konzertsälen eignende Gestaltung nicht ohne weiteres auf Sakralbauten übertragen lasse.